# 856 Баклунда
856 Баклунда (856 Backlunda) — астероїд головного поясу, відкритий 3 квітня 1916 року.
Тіссеранів параметр щодо Юпітера — 3,453.